# 415
| 415                |
| ------------------ |
| Dødsfald - Fødsler |
|                    |

| Gregoriansk kalender | 415 CDXV                |
| Ab urbe condita      | 1168                    |
| Armensk kalender     | I/T                     |
| Kinesiske kalender   | 3111 – 3112 甲寅 – 乙卯 |
| Etiopisk kalender    | 407 – 408               |
| Jødisk kalender      | 4175 – 4176             |
| Hindukalendere       |                         |
| - Vikram Samvat      | 470 – 471               |
| - Shaka Samvat       | 337 – 338               |
| - Kali Yuga          | 3516 – 3517             |
| Iransk kalender      | 207 BP – 206 BP         |
| Islamisk kalender    | 213 BH – 212 BH         |

## Begivenheder

### Europa
- Ved årets begyndelse var der to kandidater til den vestromerske kejsertitel. Foruden den officielle kejser, Honorius, var det Priscus Attalus, der var visigoternes kandidat.
- Årets romerske consuler var i vest kejser Honorius, og i øst kejser Theodosius 2..
- Det vestromerske rige blokerede for forsyninger til visigoterne i Sydfrankrig. Goterne så ingen anden udvej end at flytte til Nordspanien for at finde nye forsyninger.
- Resten af Hispania (Spanien) var kontrolleret af alaner, sveber og vandaler. Det vestromerske rige var ude af stand til at fordrive dem.
- Sensommer: Den visigotiske kong Ataulf blev udsat for et mordforsøg i Barcino (Barcelona) og døde få dage senere. Han afløstes af Sigerik.
- Sensommer: Sigerik blev myrdet efter blot en uges regeringstid. Som ny konge valgtes Wallia.
- Efterår: Wallia indgik en aftale med vestromerne. Visigoterne fik mad, men skulle til gengæld levere tropper til den romerske hær. Ataulfs enke, Galla Placidia, fik lov til at rejse hjem til Ravenna.
- Priscus Attalus blev efterladt af goterne i Sydfrankrig og taget til fange af romerne. Derefter var der ikke længere modkejsere til Honorius i resten af hans regeringstid.

## Dødsfald
- Theodosius, søn af den visigotiske kong Ataulf og hans romerske hustru Galla Placidia, død som spæd.
- Hypatia af Alexandria. Kvindelig nyplatonisk filosof. Myrdet i marts under kristne pøbeloptøjer i Alexandria.
- Ataulf, visigotisk konge. Udsat for attentat og død kort efter.
- Sigerik, visigotisk konge. Myrdet efter en uges regeringstid.
- Thermantia, datter af generalen Stilicho. Gift med kejser Honorius i 408. Ægteskabet blev annulleret samme år, som konsekvens af, at hendes far blev henrettet.
- Tufa Rutan, kinesisk fyrste. Død i fangenskab efter at hans rige, Det Sydlige Liang, blev erobret i 414.

## Eksterne links
- Wikimedia Commons har flere filer relateret til 415